# اللحية (مدينة)

تعديل مصدري - تعديل

اللحية هي مدينة يمنية تتبع محافظة الحديدة، وهي مركز مديرية اللحية، بلغ تعداد سكانها 4869 نسمة حسب الإحصاء الذي أجري عام 2004.

## الموقع
تقع مدينة اللحية على مسافة 110 كم إلى الشمال من مدينة الحديدة، على السواحل الشرقية للبحر الأحمر. ويمكن الوصول إلى مدينة اللحية عبر الطريق المسفلت ( المعرص، الزهرة، جبل الملح، اللحية ) وطوله ( 65 كم ) والذي يتفرع من الطريق العام الدولي ( الحديدة – جيزان ) عند مفرق المعرص الواقع على مسافة ( 100 كم ) عن مدينة الحديدة .

## تاريخها
تعتبر أحد الموانئ اليمنية القديمة ولها تاريخ عريق إذ ارتبط ازدهارها بازدهار اصطياد اللؤلؤ وازدهار زراعة وتصدير البن اليمني، ومن دلائل هذا الازدهار المعالم التاريخية المتبقية حتى الآن من قصور ومنازل قديمة وقلاع وحصون تطوق المدينة، كما تميزت بفن معماري فريد فواجهات منازلها وقصورها التاريخية مزخرفة بأشكال هندسية ونباتية غاية في الجمال والروعة، مبنية بالآجر – الطوب الأحمر المحروق - ومطلية بالنورة البيضاء وقد كانت حتى وقت قريب محاطة بسور به أربعة أبواب هي : باب أبو قبرين، باب العراقي، الباب الشرقي أو باب السوق وباب الخطيب .

## ميناء اللحية
تعتبر اللحية ميناء بحري مهم لعب دورا اقتصادي في العصور القديمة لليمن واشتهروا بصيد الأسماك واستخراج اللؤلؤ كما أنه أزدهر كميناء تجاري أيضا.

## السياحة
يوجد بالقرب من شاطئ مدينة اللحية خور كبير من غابات أشجار المانجروف
والأعشاب البحرية وترى الكثير من الطيور المهاجرة والمستوطنة، بالإضافة إلى تواجد الشعب المرجانية بكميات كبيرة وعلى أعماق قريبة بعضها لا يتجاوز المترين تقريباً بامتداد لحاجز ضيق يمتد من شاطئ مدينة اللحية

## الفن المعماري
تعتبر المدينة زاخرة بالفن المعماري القديم لما تحويها من قلاع وحصون جميلة خصوصاً تلك القابعة فوق الجبال المحيطة بالمدينة والتي تطل على البحر الأحمر.

## السكان
أن سكان المدينة يعملون في الصيد والتجارة.
كما أن كثير من المثقفين والمتعلمين الذين برزوا في مجالات عديدة قد ولدوا في هذه المدينة ولكنهم نزحوا للمدن الكبيرة مثل صنعاء والحديدة وغيرها من المدن اليمنية ومنهم لخارج الوطن أيضاً وهنا أحب أن أشير إلى أنهم ما زالوا يكنون الوفاء لمدينتهم فقد حددوا ثاني أيام عيد الفطر المبارك من كل سنة ليجتمعوا ويقيمون الأعراس الجماعية والذي يحضرها شخصيات كبيرة في الدولة.